# Ториде
Торидэ (яп. 取手市 Торидэ-си) — город в Японии, находящийся в префектуре Ибараки. Площадь города составляет 69,96 км², население — 106 930 человек (1 августа 2014), плотность населения — 1528,44 чел./км².

## Географическое положение
Город расположен на острове Хонсю в префектуре Ибараки региона Канто. С ним граничат города Цукубамирай, Рюгасаки, Мория, Абико, Касива и посёлок Тонэ.

## Население
Население города составляет 106 930 человек (1 августа 2014), а плотность — 1528,44 чел./км². Изменение численности населения с 1980 по 2005 годы:
| 1980 | 97 715 чел.  |  |
| 1985 | 108 365 чел. |  |
| 1990 | 114 409 чел. |  |
| 1995 | 118 282 чел. |  |
| 2000 | 115 993 чел. |  |
| 2005 | 111 327 чел. |  |

## Символика
Деревом города считается османтус, цветком — рододендрон, птицей — длиннохвостая неясыть.